# Hyper-IgM-Syndrom Typ 2
Das Hyper-IgM-Syndrom Typ 2 (HIGM2) ist eine spezielle Form des seltenen Hyper-IgM-Syndromes, einer angeborenen Erkrankung mit erhöhtem Immunglobulin M und gleichzeitig vermindertem bis fehlendem Immunglobulin G und Immunglobulin A im Blutserum.
Synonyme sind: AID-Mangel; Activation-induced Cytidine-Deaminase-Mangel

## Verbreitung
Die Häufigkeit ist nicht bekannt, die Vererbung erfolgt  autosomal-rezessiv.

## Ursache
Der Erkrankung liegen Mutationen im AICDA-Gen im Chromosom 12 an p13.31 zugrunde, welches für das Protein CD154 kodiert, das sich an den T-Lymphozyten findet.

## Klinische Erscheinungen
Die Erkrankung gehört zu  den Formen ohne vermehrte Infektionen, also keiner erhöhten Infektionsneigung aufgrund des Immundefektes.